# 显脉木犀
显脉木犀（学名：Osmanthus hainanensis）为木犀科木犀属下的一个种。其种加词“hainanensis”意为“海南的”。